# Habitabilitat dels satèl·lits naturals

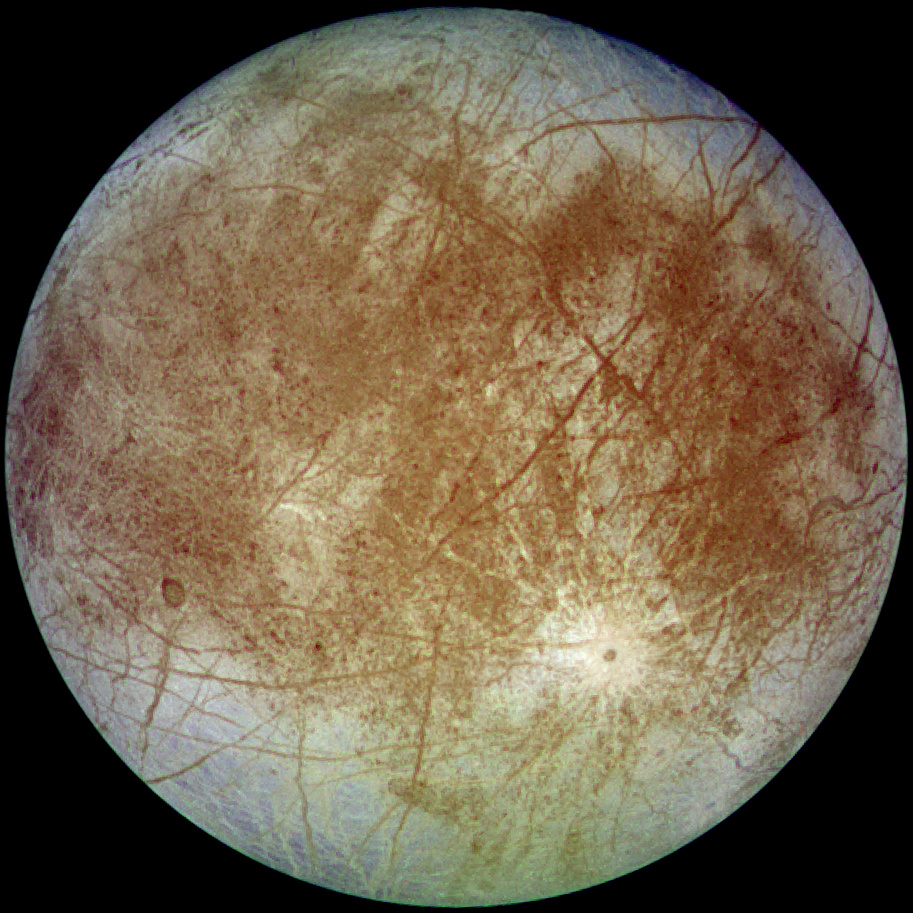
Europa, una lluna potencialment habitable de Júpiter

L'habitabilitat dels satèl·lits naturals és una mesura del seu potencial per mantenir la vida en circumstàncies favorables. Els entorns habitables no alberguen necessàriament vida. L'habitabilitat dels satèl·lits naturals és una nova àrea important per a l'astrobiologia per diverses raons, la més important de les quals és que s'espera que els satèl·lits naturals superin els planetes per un gran marge, i es preveu que els paràmetres d'habitabilitat seran comparables als dels planetes. No obstant això, hi ha variables ambientals significatives que afecten les llunes com a possibles llocs de vida alienígena.
Els candidats més forts a l'habitabilitat de satèl·lits naturals són actualment satèl·lits gelats. com ara els de Júpiter i Saturn - Europa Encèlad  respectivament, tot i que si la vida existeix en qualsevol lloc, probablement es limitaria als hàbitats subterranis. Històricament, la vida a la terra es creu que era estrictament un fenomen de superfície, però els estudis recents han demostrat que fins a la meitat de la biomassa de la Terra podria viure per sota de la superfície. Europa i Encèlad existeixen fora de la zona d'habitabilitat estel·lar que ha definit històricament els límits de la vida dins del Sistema solar com la zona en què l'aigua pot existir com a líquid a la superfície. A la zona habitable del sistema solar, només hi ha tres satèl·lits naturals: la Lluna, i les llunes de Mart Fobos i Deimos (tot i que algunes estimacions mostren Mart i les seves llunes són lleugerament fora de la zona habitable) —cap ni un manté una atmosfera o aigua en forma líquida. És probable que les forces de marees tinguin un paper important proporcionant la calor com a radiació estel·lar en l'habitabilitat potencial dels satèl·lits naturals.
Encara no s'ha confirmat que existeixin exollunes. Detectar-los és extremadament difícil, perquè els mètodes actuals es limiten al temps de trànsit. És possible que alguns dels seus atributs es poguessin determinar per mètodes similars als dels planetes en trànsit. Malgrat això, alguns científics estimen que hi ha tantes exollunes habitables com exoplanetes habitables. Tenint en compte la relació de massa planeta-satèl·lit(s) general de 10.000, es creu que els grans planetes gasosos de la mida de Saturn o Júpiter a la zona habitable són els millors candidats per albergar llunes semblants a la Terra.

## Condicions suposades
Les condicions d'habitabilitat dels satèl·lits naturals són similars a les de l'habitabilitat planetària. Tanmateix, hi ha diversos factors que diferencien l'habitabilitat dels satèl·lits naturals i, a més, n'amplien l'habitabilitat fora de la zona habitable planetària.

### Aigua líquida
La majoria dels astrobiòlegs creuen que l'aigua líquida és un requisit previ essencial per a la vida extraterrestre. Hi ha proves creixents d'aigua líquida subterrània a diverses llunes del Sistema Solar que orbiten els gegants gasosos Júpiter, Saturn, Urà i Neptú. No obstant això, cap d'aquestes masses d'aigua subterrània s'ha confirmat fins ara.

### Estabilitat orbital
Per a una òrbita estable la relació entre el període orbital de la lluna Ps al voltant de la seva primària i la de la primària al voltant de la seva estrella Pp ha de ser < 1⁄9; per exemple, si un planeta triga 90 dies a orbitar la seva estrella, l'òrbita màxima estable per a una lluna d'aquest planeta és inferior a 10 dies. Les simulacions suggereixen que una lluna amb un període orbital d'uns 45 a 60 dies romandrà lligada de manera segura a un planeta gegant massiu o una nana marró que orbita a 1 UA d'una estrella semblant al Sol.
Els astrobiòlegs consideren que una atmosfera és important en el desenvolupament de la química prebiòtica, el manteniment de la vida i l'existència d'aigua superficial. La majoria dels satèl·lits naturals del Sistema Solar no tenen atmosferes significatives, l'única excepció és la lluna de Saturn Tità.
La polvorització catòdica, un procés pel qual els àtoms són expulsats d'un material sòlid objectiu a causa del bombardeig de l'objectiu per partícules energètiques, presenta un problema important per als satèl·lits naturals. Tots els gegants gasosos del Sistema solar, i probablement els que orbiten altres estrelles, tenen magnetosferes amb cinturons de radiació prou potents per erosionar completament una atmosfera d'una lluna semblant a la Terra en només uns pocs centenars de milions d'anys. Els forts vents estel·lars també poden extreure àtoms de gas de la part superior de l'atmosfera fent que es perdin a l'espai.
Per suportar una atmosfera semblant a la Terra durant uns 4.600 milions d'anys (l'edat actual de la Terra), s'estima que una lluna amb una densitat semblant a la de Mart necessita almenys el 7% de la massa de la Terra. Una manera de disminuir les pèrdues per polvorització és que la lluna tingui un fort camp magnètic propi que pugui desviar el vent estel·lar i els cinturons de radiació. Les mesures de Galileo de la NASA suggereixen que les llunes grans poden tenir camps magnètics; va trobar que Ganímedes té la seva pròpia magnetosfera, tot i que la seva massa és només el 2,5% de la de la Terra. Alternativament, l'atmosfera de la Lluna es pot omplir constantment amb gasos procedents de fonts subterrànies, tal com creuen alguns científics que és el cas de Tità.

### Efectes de marea
Tot i que els efectes de l'acceleració de marees són relativament modestos als planetes, pot ser una font important d'energia per als satèl·lits naturals i una font d'energia alternativa per mantenir la vida.
És probable que les llunes que orbiten els gegants gasosos o les nanes marrons estiguin bloquejades a la seva primària, és a dir, els seus dies són tan llargs com les seves òrbites. Tot i que el bloqueig de les marees pot afectar negativament els planetes dins de les zones habitables en interferir amb la distribució de la radiació estel·lar, pot funcionar a favor de l'habitabilitat dels satèl·lits en permetre l'escalfament de marees. Científics de l'Ames Research Center de la NASA van modelar la temperatura en exoplanetes bloquejats per marees a la zona d'habitabilitat de les estrelles nanes vermelles. Van trobar que una atmosfera amb una pressió de diòxid de carboni (CO
2) de només 1–15 atmosferes estàndard (15–220 psi) no només permet temperatures habitables, sinó que permet l'aigua líquida costat fosc del satèl·lit. L'interval de temperatura d'una lluna que està bloquejada a un gegant gasós podria ser menys extrem que amb un planeta bloquejat a una estrella. Tot i que no s'han fet estudis sobre el tema, s'especulen quantitats modestes de CO
2 per fer que la temperatura sigui habitable.
Els efectes de les marees també podrien permetre que una lluna mantingui la tectònica de plaques, la qual cosa faria que l'activitat volcànica reguli la temperatura de la lluna i crear un efecte de geodinamo que donaria al satèl·lit un camp magnètic fort.

#### Inclinació axial i clima
Sempre que es pugui ignorar la interacció gravitatòria d'una lluna amb altres satèl·lits, les llunes tendeixen a estar ancorats per marees amb els seus planetes. A més del bloqueig de rotació esmentat anteriorment, també hi haurà un procés anomenat "erosió d'inclinació", que originalment s'ha encunyat per a l'erosió de la marea de l'obliqüitat planetària contra l'òrbita d'un planeta al voltant de la seva estrella hoste. L'estat de rotació final d'una lluna consisteix llavors en un període de rotació igual al seu període orbital al voltant del planeta i un eix de rotació que és perpendicular al pla orbital.
Si la massa de la lluna no és massa baixa en comparació amb la del planeta, al seu torn pot estabilitzar la inclinació axial del planeta, és a dir, la seva obliqüitat respecte a l'òrbita al voltant de l'estrella. A la Terra, la Lluna ha tingut un paper important en l'estabilització de la inclinació axial de la Terra, reduint així l'impacte de les pertorbacions gravitatòries dels altres planetes i assegurant només variacions climàtiques moderades a tot el planeta. A Mart, però, un planeta sense efectes de marea significatius de les seves llunes de massa relativament baixa Fobos i Deimos, la inclinació axial pot patir canvis extrems. de 13° a 40° en escales de temps de 5 a 10 milions d'anys.
Estar ancorat per marees en un planeta gegant o a una nana submarró permetria climes més moderats a la lluna que no pas si la lluna fos un planeta de mida similar que orbités en rotació ancorada a la zona habitable de l'estrella. Això és especialment cert per als sistemes de nanes vermelles, on les forces gravitatòries comparativament altes i les baixes lluminositats deixen la zona habitable en una zona on es produiria el bloqueig de marea. Si està ancorada per marees, una rotació al voltant de l'eix pot trigar molt de temps en relació amb un planeta (per exemple, ignorant la lleugera inclinació axial de la lluna de la Terra i l'ombra topogràfica, qualsevol punt donat té dues setmanes (en temps terrestre) de sol i dues setmanes de nit en el seu dia lunar), però aquests llargs períodes de llum i foscor no són tan difícils per a l'habitabilitat com els dies eterns i les nits eternes en un planeta ancorat per marees a la seva estrella.

## En el Sistema solar
A continuació es mostra una llista de satèl·lits i entorns naturals del Sistema solar amb la possibilitat d'allotjar entorns habitables:
| Nom       | Sistema | Article                             | Notes |
| --------- | ------- | ----------------------------------- | --- |
| Europa    | Júpiter | Colonització d'Europa               | Es pensa que té un oceà subterrani mantingut per l'activitat geològica, l'escalfament de les marees i la irradiació. La lluna pot tenir més aigua i oxigen que la Terra i una exosfera d'oxigen. |
| Encèlad   | Saturn  | Encèlad - habitabilitat potencial   | Es pensa que hi ha un oceà d'aigua líquida subterrània a causa de l'escalfament de marees o activitat geotèrmica. S'ha detectat hidrogen molecular lliure (H₂), que proporciona una altra font potencial d'energia per a la vida. |
| Tità      | Saturn  | Colonització de Tità                | La seva atmosfera es considera similar a la de la Terra primitiva, encara que una mica més gruixuda. La superfície es caracteritza per llacs d'hidrocarburs, criovolcans i pluja i neu de metà. Igual que la Terra, Tità està protegit del vent solar per una magnetosfera, en aquest cas el seu planeta mare durant la major part de la seva òrbita, però la interacció amb l'atmosfera de la lluna segueix sent suficient per facilitar la creació de molècules orgàniques complexes. Té una possibilitat remota d'una exòtica bioquímica basada en metà. |
| Cal·listo | Júpiter | Cal·listo - habitabilitat potencial | Es pensa que hi ha un oceà subterrani escalfat per les forces de marea. |
| Ganimedes | Júpiter | Ganimedes - oceans subterranis      | Es pensava que tenia un camp magnètic, amb gel i oceans subterranis apilats en diverses capes, amb aigua salada com a segona capa a la part superior del nucli de ferro rocós. |
| Io        | Júpiter |                                     | A causa de la seva proximitat a Júpiter, està subjecte a un intens escalfament de marea que el converteix en l'objecte més actiu volcànicament del Sistema solar. La desgasificació genera una traça d'atmosfera. |
| Tritó     | Neptú   |                                     | La seva alta inclinació orbital respecte a l'equador de Neptú provoca un important escalfament de marea, que suggereix una capa d'aigua líquida o un oceà subterrani. |
| Dione     | Saturn  |                                     | Les simulacions fetes el 2016 suggereixen un oceà d'aigua interna amb menys de 100 quilòmetres d'escorça possiblement adequat per a la vida microbiana. |
| Caront    | Plutó   |                                     | Possible oceà intern d'aigua i amoníac, basat en la sospita d'activitat criovolcànica. |

## Extrasolar
S'han detectat un total de 9 exollunes que són candidates, però cap d'elles ha estat confirmada.
Tenint en compte la relació de massa planeta-satèl·lit(s) general de 10.000, es creu que els planetes gasosos de la mida de Saturn o Júpiter grans a la zona habitable són els millors candidats per albergar llunes semblants a la Terra amb més de 120 planetes d'aquest tipus el 2018. Se sap que els exoplanetes massius es troben dins d'una zona habitable (com ara Gliese 876 b, 55 Cancri f, Upsilon Andromedae d, 47 Ursae Majoris b, HD b i HD 37124 c) són de particular interès, ja que poden tenir satèl·lits naturals amb aigua líquida a la superfície.

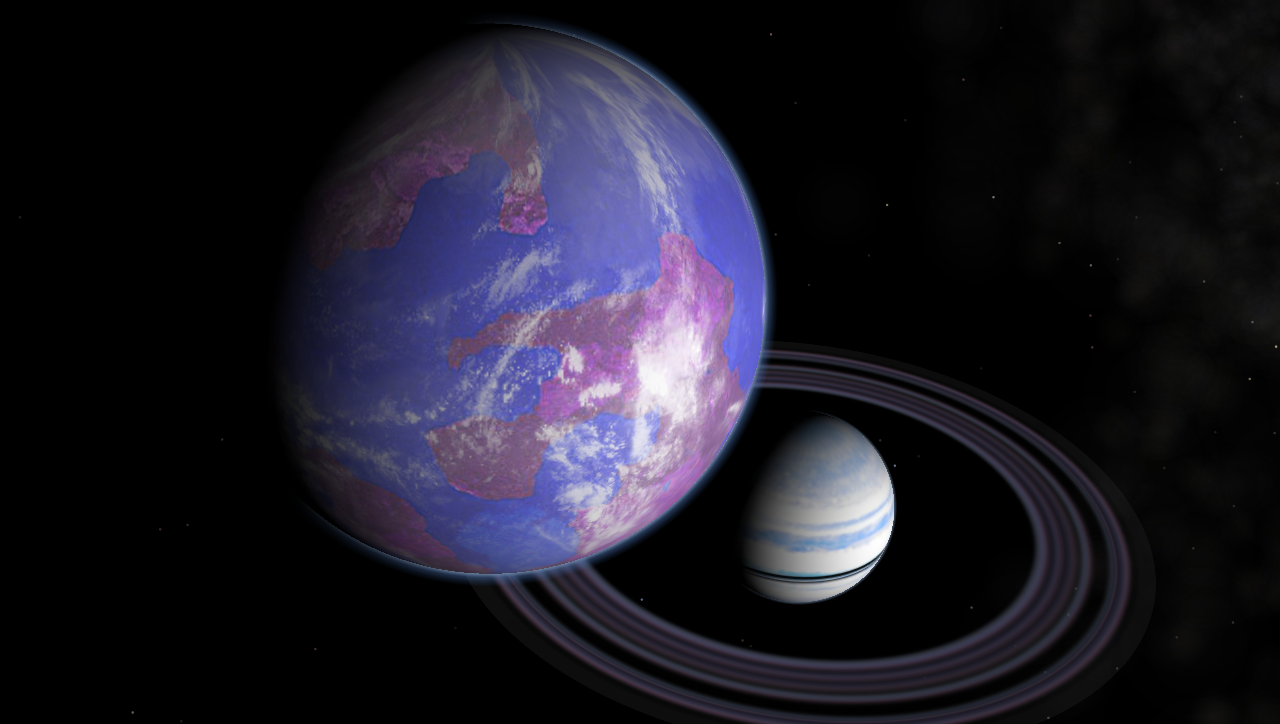
Impressió artística d'una hipotètica lluna al voltant d'un exoplaneta semblant a Saturn que podria ser habitable.

L'habitabilitat de les llunes extrasolars dependrà de la il·luminació estel·lar i planetària de les llunes, així com de l'efecte dels eclipsis en la seva il·luminació superficial mitjana de l'òrbita. Més enllà d'això, l'escalfament de les marees podria tenir un paper en l'habitabilitat de la lluna. L'any 2012, els científics van introduir un concepte per definir les òrbites habitables de les llunes; defineixen una vora interior d'una lluna habitable al voltant d'un determinat planeta i l'anomenen "vora habitable" circumplanetària. Les llunes més properes al seu planeta que la vora habitable són inhabitables. Quan els efectes dels eclipsis i les limitacions de l'estabilitat orbital d'un satèl·lit s'utilitzen per modelar el límit d'hivernacle descontrolat de llunes hipotètiques, s'estima que, depenent de l'excentricitat orbital d'una lluna, hi ha una massa mínima d'aproximadament 0,20 masses solars perquè les estrelles puguin allotjar llunes habitables dins de la zona habitable estel·lar. L'entorn magnètic de les exollunes, que és activat de manera crítica pel camp magnètic intrínsec del planeta hoste, s'ha identificat com un altre factor d'habitabilitat de l'exolluna. Sobretot, es va trobar que les llunes a distàncies entre uns 5 i 20 radis planetaris d'un planeta gegant podrien ser habitables des del punt de vista de la il·luminació i l'escalfament de les marees. però tot i així la magnetosfera planetària influiria críticament en la seva habitabilitat.

## En la cultura popular
Els satèl·lits naturals que acullen vida són habituals a la ciència-ficció. Alguns exemples notables en les pel·lícules inclouen: la lluna de la Terra A Trip to the Moon (1903); Yavin 4 de Star Wars (1977); Endor a El retorn del Jedi (1983); LV-426 a Alien (1979) i Aliens (1986); Pandora a Avatar (2009); a la pel·lícula Predators (2010); LV-223 a Prometheus (2012); Europa a Europa Report (2013) i Watchmen (2019); i, K23 a The Midnight Sky (2020).
Al videojoc Kerbal Space Program i la seva propera seqüela, hi ha un satèl·lit habitable anomenat Laythe.